# Непоносимост към фруктоза
Непоносимостта към фруктоза се характеризира с непълна абсорбция (малабсорбция) на фруктозата (плодовата захар) в тънките черва. Тя може да е съпроводена със симптоми като диария, метеоризъм и болка в стомаха.
Значението на това заболяване нараства през последните години, тъй като употребата на фруктоза като заместител на захарта (захарозата) в различни храни и напитки се е увеличила значително. Плодовата захар е по-сладка от захарозата, за да се постигне еднакъв ефект е необходимо по-малко количество. Освен това фруктозата не повишава нивото на кръвната захар и не предизвиква отделяне на инсулин. По тази причина тя се прилага и в редица храни за диабетици. Самата захар(оза) също е източник на фруктоза, в стомаха под действието на хранителните ензими тя се разпада на една молекула глюкоза и една молекула фруктоза.
Дори и здравите хора не могат да усвоят повече от около 30-50 г. плодова захар на ден. Научни изследвания в различни страни показват, че при приемане на 25 g фруктоза около една трета от хората не усвояват цялото количество, а от тях около една трета развиват симптоми: диария, и пр..

## Причина
GLUT-5 е транспортен протеин в стената на тънките черва, който е отговорен за селективната абсорбция на фруктозата. Влошеното усвояване на плодовата захар може да има различни причини:
- недостатъчно GLUT-5 в стената на тънките черва
- намалена ефективност на GLUT-5 в стената на тънките черва
- химусът преминава през тънките черва за твърде кратко време, недостатъчно за усвояването на фруктозата.

## Клинични симптоми
Основните симптоми (които не се проявяват винаги) са подуване на корема, диария, гадене и коремна болка. При продължителна консумация на фруктоза, чревната флора и абсорбционният капацитет на тънките и дебелите черва могат допълнително да се влошат. Могат да се появят и други симптоми като раздразнен стомах или раздразнено черво. Симптомите се причиняват главно от образуваните въглероден диоксид, водород и др. газове (подуване) и от късоверижните мастни киселини (напр. маслена киселина, т. нар. осмотична диария).

#### Първични симптоми
След еднократен прием на храна, съдържаща фруктоза, се появяват следните симптоми:
- Коремна болка, крампи и колики (поради ферментация в тънките и дебелите черва)
- Подуване на корема (често с неприятна миризма поради ферментация)
- Редки изпражнения (често с неприятна миризма поради ферментация)
- Диария (частично водниста диария поради осмотични ефекти)
- усещане за тежест
- запек

#### Вторични симптоми
При продължителен прием на фруктоза могат да се появят и други симптоми при засегнатите. Те обикновено са свързани с причинена от заболяването влошена абсорбция на други вещества, като есенциалната аминокиселина триптофан, фолиева киселина или цинк. Така например фруктозата образува комплексни съединения с триптофана и го задържа в червата.
- Синдром на раздразнените черва
- Депресията в резултат на нарушения на абсорбцията на други вещества, например незаменими аминокиселини. Поради недостиг на аминокиселината триптофан се образува по-малко серотонин.
- умора
- главоболие
- гадене
- Рефлукс

## Диагноза
Диагнозата може да се постави сравнително лесно с помощта на водороден дихателен тест. При този тест се измерва концентрацията на водород (H 2) в издишания въздух след приемане на фруктоза през устата (обикновено на 25 g фруктоза в 250 грама вода). В идеалния случай фруктозата се абсорбира напълно в тънките черва, при заболяване само частично. Остатъчната фруктоза се озовава в дебелото черво. Там някои бактерии я преработват във въглероден диоксид, водород и други вещества. Водородът навлиза в белите дробове чрез кръвния поток и се издишва. При неусвояване на фруктозата се измерва повишено съдържание на водород в издишаните газове.

## Лечение, терапия
Симптомите на заболяването могат да бъдат избегнати чрез ограничаване на приема на фруктоза и храни с високо съдържание на баластни вещества; Някои други въглехидрати, които попадат в дебелото черво, често причиняват същите симптоми, така че е необходимо да се избягват и те. Такива са например:
- Олигофруктоза (и инулин = полимерна олигофруктоза), често се срещат в плодове или хранителни добавки като пребиотици,
- Стахиоза, рафиноза, вербаскоза, съдържащи се в бобови растения, боб, лук и праз,
- лактулоза (слабително),
- Сорбитол, ксилитол, манитол, малтитол, палатинит („изомалт“) и други алкохоли, използвани в диетичните продукти.

По-специално сорбитолът трябва да се избягва, тъй като той влошава абсорбцията на фруктоза в тънките черва. Едновременното приемане на фруктоза и сорбитол води до много по-високи количества водород в издишаните газове.
Твърди се, че различни хранителни добавки, съдържащи ксилоза изомераза (ензим, използван в хранителната индустрия), превръщат фруктозата (кетоза) в глюкоза (алдоза). Но превръщането (изомеризацията) на фруктозата в глюкоза е равновесна реакция и са възможни обратни ефекти при приемането на големи количества глюкоза.
GLUT-2 е друг транспортен протеин в стената на тънките черва, с помощта на който не само глюкоза и галактоза, но и фруктоза могат да се абсорбират от чревния лумен. GLUT-2 се включва бързо и обратимо в стената на тънките черва когато транспортният протеин SGLT1 транспортира глюкоза. Затова умереният прием на глюкоза подобрява усвояването на фруктозата.
Не е известна литература, която да съобщава за трайно подобрение във функцията на глюкозните транспортери GLUT-5 или GLUT-2 по отношение на транспорта на фруктоза. Не е известна литература, която да показва, че диета, избягваща фруктоза, е довела до възстановяване на чревната флора, което би елиминирало чревната непоносимост към фруктоза. Известно е обаче, че експресията на GLUT-5 намалява с намаляване на количеството фруктоза в химуса така че при диета с ниско съдържание на фруктоза във всеки случай се постига обратен ефект.
Като обобщение може да се каже:
- Не са познати методи, кото да доведат до пълно излекуване
- Почти всички известни терапии практикувани досега, ограничават приема на храни съдържащи фруктоза, и не са в състояние повлияят на транспортния протеин GLUT-5, т.е. да излекуват първопричината за заболяването.
- При вторичните симптоми подобрение може да се постигне като се избягват храни богати на фруктоза (захар, фруктозен сироп, плодове) и чрез лечение с антибиотици